# Douré (Zimtenga)
Pour les articles homonymes, voir Douré.
Douré est une ville du département de Zimtenga, dans la province de Bam, dans le Centre-nord, au Burkina Faso. En 2006, la ville comptait 421 habitants dont 51% de femmes.